# Ocala Stampede
Ocala Stampede foi uma agremiação esportiva da cidade de Ocala, Florida. Disputava a Premier Development League.

## História
O time foi anunciado como franquia de expansão da PDL no dia 28 de dezembro de 2011. O primeiro jogo oficial do Ocala Stampede foi contra o VSI Tampa Bay FC no dia 6 de maio de 2012. Na sua primeira temporada na PDL foi eliminado pelo Austin Aztex. Em 2013 faz sua estreia na Lamar Hunt U.S. Open Cup, sendo eliminado pelo Orlando City.

## Estatísticas

### Participações
|  | Participações em 2018 |

| Competição     | Competição               | Temporadas | Melhor campanha     | Estreia | Última | P | R |
| Estados Unidos | Lamar Hunt U.S. Open Cup | 3          | Segunda Fase (2013) | 2013    | 2015   |   | – |